# Чёрная Речка (Красноярский край)
Чёрная Речка — деревня в Ермаковском районе Красноярского края в составе Танзыбейского сельсовета.

## География
Деревня находится примерно в 35 километрах по прямой на юго-восток от районного центра села Ермаковское на Усинском тракте.

## Климат
Климат резко континентальный с холодной продолжительной зимой и коротким жарким летом. Средняя многолетняя годовая температура воздуха составляет — 2 градуса, наиболее тёплым является июль, наиболее холодным — январь. Наблюдаются значительные температурные абсолютные минимумы и максимумы: температура воздуха в декабре может опуститься до −50,4 °С, а в мае подняться до +30 °С.

## История
Деревня была основана ранее, чем в 1914 году. Кузнец /мастер железных дел/Китаев Аппролон Никитич и его сыновья Алексей и Пётр из Нижнего Тагила поселились в 1914 году хутором, построив кузницу на склоне горы за д.Чёрной речкой/склон к р. Танзыбей/  Гора и до сегодняшнего дня называется Китаевой по фамилии кузнецов, которые внесли не малый вклад в строительство дороги в Урянхайский край /теперь...Тува/ В 1930 году Китаевых «раскулачили» и отняли практически все имущество. По счастливой случайности их не сослали на Колыму и они, на оставшиеся средства купили избу в четыре угла в деревне Черная речка. Деревня сложилась из вольнопоселенцев, переселенцев с разных уголков страны для освоения Сибирских земель. Например семья Анашкиных прибыла с берегов Волги,получив в Красноярске денежное пособие, корову, лошодей и телегу. Позднее в деревне была создана артель "Имени седьмого съезда Советов и Пролетариев" которая занималась добычей и обжигом извести, сбора живицы, изготовлением клёпки /бондарное производство/.Была кузница на основе инвентаря, изъятого у Китаевых, пилорама. Китаев Алексей Апполонович, будучи грамотным, работал в артели казначеем. Жители деревни активно занимались животноводством,раскорчёвкой и освоением пахотных земель,о чем до сих пор свидетельствуют названия заброшенных, заросших пашень: Макухина, Анискина, Циберкина, Чухнёвая, Бормотова и др.. Конечно же, тут и охотникам было где добывать зверя, дичь,ловить рыбу,собирать ягоды,грибы. Были и ремесленники, как например, семья Богатовых, знатных мастеров обуви. Была построена начальная школа /четыре класса обучения/, клуб,где проходили культурные мероприятия, показывали "привозное" кино. Был магазин, где продавали промышленные и продуктовые товары. Вдоль р.Чёрная речка по конной колесной дороге проезжали на телеге в Покровку /Осиновку/, где была церковь и устраивались ярморки. После образования в 1948 году Танзыбейского леспромхоза, постепенно, артель и её функции были переданы в леспромхоз и другие образования/промхоз/.Многие жители д. Чёрная речка разъехались кто куда или перешли работать в Танзыбейский леспромхоз. Начальная школа просуществовала до 1969 года, была присоединена к Танзыбейской средней школе..

## Население
| 1989 | 2002 | 2010 |
| ---- | ---- | ---- |
| 56   | ↗66  | ↘48  |

Постоянное население составляло 66 человек в 2002 году (91 % русские), 48 — в 2010.